# استيبان غونزاليس بونس
استيبان غونزاليس بونس (بالإسبانية: Esteban González Pons)‏ هو محامي وسياسي إسباني، ولد في 21 أغسطس 1964 في بلنسية في إسبانيا. حزبياً، نشط في حزب الشعب.

## مناصب
- انتخب  (21 يونيو 2003 – 27 أغسطس 2004).
- انتخب  (27 أغسطس 2004 – 30 مايو 2006).
- انتخب عضو مجلس الشيوخ الإسباني  [لغات أخرى]‏ عن دائرة بلنسية [الإنجليزية]‏ خلال فترته النيابية  [لغات أخرى]‏ ( – 20 يونيو 2003).
- في الانتخابات العمومية الإسبانية 1996 [الإنجليزية]‏، انتخب عضو مجلس الشيوخ الإسباني  [لغات أخرى]‏ عن دائرة بلنسية [الإنجليزية]‏ خلال فترته النيابية  [لغات أخرى]‏ (3 مارس 1996 – ).
- في الانتخابات العمومية الإسبانية 2011 [الإنجليزية]‏، انتخب عضو مجلس النواب الإسباني  [لغات أخرى]‏ عن دائرة بلنسية [الإنجليزية]‏ خلال فترته النيابية  [لغات أخرى]‏ (7 ديسمبر 2011 – 1 يوليو 2014).
- في الانتخابات العمومية الإسبانية 2008 [الإنجليزية]‏، انتخب عضو مجلس النواب الإسباني  [لغات أخرى]‏ عن دائرة بلنسية [الإنجليزية]‏ خلال فترته النيابية  [لغات أخرى]‏ (31 مارس 2008 – 13 ديسمبر 2011).
- انتخب  (30 مايو 2006 – 29 يونيو 2007).
- في 2007 Valencian regional election [الإنجليزية]‏، انتخب عضو مجلس البلنسيين ‏ عن دائرة بلنسية [الإنجليزية]‏ خلال  (14 يونيو 2007 – 14 مارس 2008).
- في الانتخابات العمومية الإسبانية 1993 [الإنجليزية]‏، انتخب عضو مجلس الشيوخ الإسباني  [لغات أخرى]‏ عن دائرة بلنسية [الإنجليزية]‏ خلال فترته النيابية  [لغات أخرى]‏ (6 يونيو 1993 – 9 يناير 1996).
- في انتخابات البرلمان الأوروبي 2014، انتخب عضو في البرلمان الأوروبي عن دائرة إسبانيا لترشحه ضمن قائمة حزب الشعب، وقد انضم خلال فترته النيابية (1 يوليو 2014 – ) للكتلة البرلمانية الكتلة البرلمانية لحزب الشعب الأوروبي.